# Sicherungsangriff
Der Sicherungsangriff ist ein kriminalistischer Begriff. Er stellt den ersten Teil des Ersten Angriffes dar.
Der Sicherungsangriff beginnt mit dem Eingang der ersten Meldung bei der Polizei und endet in der Regel mit dem Eintreffen der Kriminalbeamten der zuständigen Fachdienststelle. Nach der Schwere des Delikts nehmen oft die Erstzugriffsbeamte auch den Auswertungsangriff vor. Beim Sicherungsangriff sind in erster Linie gefahrenabwehrende Maßnahmen durchzuführen. Sie werden durch die Polizeikräfte vorgenommen, die als erstes vor Ort sind. In der täglichen Praxis sind es Kräfte der Schutzpolizei im regulären Streifendienst. Nach einem ersten Überblick ist der engere Ereignis-/Tatort vom weiteren abzugrenzen, um geeignete Absperrmaßnahmen und Kräfteanforderungen einleiten zu können.
Hauptaufgabe in dieser ersten Phase ist die Erste-Hilfe-Leistung bei Tätern, Opfern oder Unbeteiligten. Parallel dazu läuft die Einschätzung, Eingrenzung und Bekämpfung von Gefahren entsprechend der Umstände am jeweiligen Tatort (z. B. Feuer, austretende Brennstoffe oder Gase). Dazu sind geeignete Hilfsmaßnahmen in Zusammenarbeit mit Feuerwehr oder anderen Institutionen einleiten bzw. durchführen. Durchsuchungen der Tatorte nach Tatverdächtigen, Verletzten und Gegenständen, von denen Gefahr ausgehen, gehören zum Standardprogramm des Sicherungsangriffs.
Des Weiteren geht es beim Sicherungsangriff darum, den Tatort zu schützen bzw. so zu sichern, dass im Rahmen des späteren Auswertungsangriffs der (subjektive und objektive) Tatbefund erhoben werden kann. Diese Tatortsicherung erfolgt durch Absperrung von Straßen, Plätzen, Waldgebieten, Gebäuden, Räumen, auch durch das Bestimmen und Anlegen von Trampelpfaden, auch zum Schutz der Spuren vor Wetter- und Umwelteinflüssen für eine spätere Sicherung, situationsbedingt kommen Markierung und Dokumentation sichtbarer Spuren auch die Notsicherung gefährdeter Spuren in Rücksprache mit Fachdienststelle in Frage. Wesentlich ist die Sicherung von Personen und Informationen durch Feststellung der Personalien und Erreichbarkeiten der beteiligten Personen vor Ort mit ersten getrennten Befragungen zum Tatablauf, zum Täter und zur Fluchtrichtung, um eine Sofortfahndung bzw. Maßnahmen zu Festnahmen einleiten zu können.
An den Sicherungsangriff schließt sich der Auswertungsangriff an, der bei schweren Delikten durch die Übergabe des Tatorts an die (kriminal-)polizeiliche Fachdienststelle zur weiteren Sachbearbeitung erfolgt. Ein reibungsloser Übergang vom Sicherungsangriff zum Auswertungsangriff wird durch eine formelle Übergabe und Übernahme des Fund-, Tat- oder Unfallortes gewährleistet. Hierbei wird der Tatort gemeinsam begangen und der Leiter des Auswertungsangriffs wird mündlich über die bereits durchgeführten Maßnahmen und vorgenommenen Änderungen informiert. Die mit dem Sicherungsangriff betrauten Beamten kommen auch für einen Einsatz bei den nachfolgenden Maßnahmen zur Unterstützung in Frage. Grundsätzlich gilt: „Ein „sauber“ durchgeführter Sicherungsangriff bietet die Grundlage für eine erfolgreiche Tatortaufnahme und Spurensicherung im Rahmen des nachfolgenden Auswertungsangriffs.“